# 小池有恒
小池 有恒（こいけ ありつね）は、日本の柔術家である。

## 経歴
小池有恒は、佐渡国（現在の新潟県佐渡市相川石扣町）の人である。小池家は医術を業とした家であったが、小池有恒は幼少より医業を嫌い武技を好んでいた。山西篤之進に就いて砲術を学び、また早川源次郎に就いて剣術を学んだ。安政4年、十七歳で江戸に上り磯又右衛門、磯又一郎に就いて天神真楊流柔術と整骨術を修めた。
万延元年に名を小池英蔵と改め武術修行のため諸国歴遊した。
明治3年、横浜末広町に柔術道場及び整骨院を開業した。
明治16年、学習院で中条澄清と柔術の組打ちの技を天覧に供した。